# Masakr u Baru
Masakr u Baru (alb. Masakra e Tivarit) je naziv za masovno ubistvo velikog broja Albanaca u Baru koje su počinile jugoslovenske partizanske jedinice (46. srpska divizija i 10. crnogorska brigada) u proleće 1945. godine za vreme Drugog svetskog rata.
Žrtve su bili pretežno Albanci s Kosova koje je NOVJ regrutovala kako bi ih iskoristila u borbi protiv nemačkih i drugih osovinskih snaga koje su se tada povlačile s Balkana. Albanci su iz Prizrena sprovođeni ka Baru u tri različite grupe. Gotovo svi pripadnici druge grupe koja je preko Albanije stigla u Bar su ubijeni od strane crnogorskih čuvara. Prema tvrdnjama albanskog svedoka stradali su jer su Albanci iz toga kraja od 1941. počinili mnoge zločine protiv Crnogoraca iz Metohije, pa su se Crnogorci njima osvetili. Osveta je počela kada je jedan partizan Crnogorac nađen mrtav, a ubio ga je Albanac. Nakon toga su počeli sa ubijanjem Albanaca iz te grupe jer su ih smatrali neprijateljima partizana.
Procene broja žrtava variraju od 400-450 ljudi (službeni partizanski hroničari), do 1500-2000 (albanski istoričari), u zavisnosti od izvora. U SFRJ je ovo bila tabu tema o kojoj se decenijama ćutalo.